# Ludwig Roth von Schreckenstein

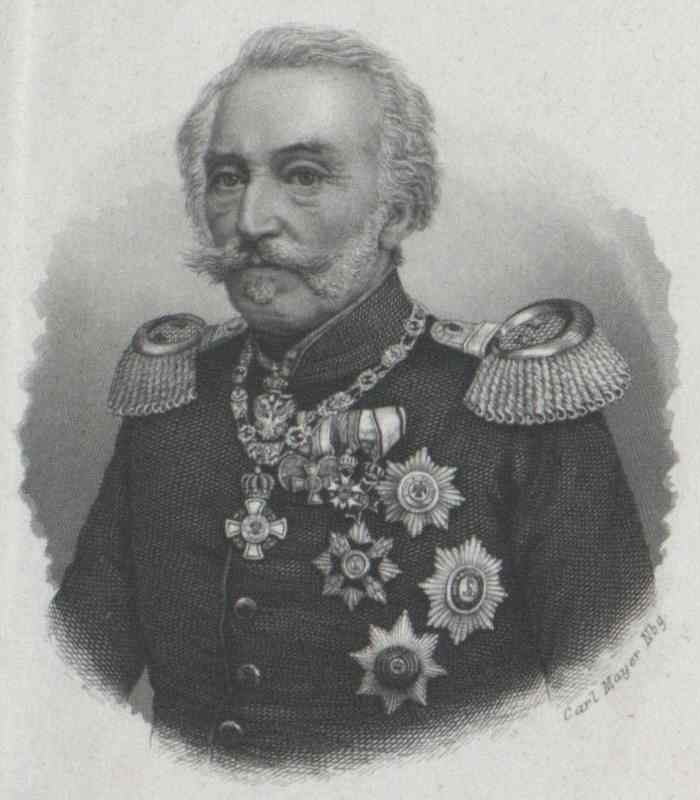
General Prussiano e Ministro de guerra

Ludwig Johann Karl Gregor Eusebius Freiherr Roth von Schreckenstein (Immendingen, 16 de Novembro de 1789 — Münster, 30 de Maio de 1858) foi ministro da guerra e general-de-cavalaria prussiano.